# 飞机云 (荒井由实专辑)
《飞机云》（日语：ひこうき雲）是日本歌手荒井由实（松任谷由實）的首张专辑。原版于1973年11月20日由東芝EMI株式会社（当時名称、現为日本环球唱片公司）负责发行。
在專輯推出後一段时期内，由于歌曲音源原盘权的关系因素，也有由阿尔法唱片所发售的版本。另在2000年4月26日，發行搭配先前LP版的册页、经由美國音效工程師Bernie Grundman採用数位化重新灌录后、大幅提升音质的修复版CD。2005年3月10日起則开始發佈線上音樂下載版本。
之後因吉卜力工作室在2013年推出的動畫《風起》採用此專輯中的同名主打歌為片尾曲，並發行了重新設計專輯封面的40週年紀念版。

## 解說
據荒井由實丈夫松任谷正隆等人所述，此專輯封套的設計据说是模仿了荒井最喜欢的曾出品大量教会音乐作品的名門古乐唱片公司、所發行的《Archiv》專輯封套。另唱片裡的小册子插图由荒井亲自操刀，其中收录有一首描写从少女变化至大人的的詩集《誕生日》。
《飛機雲》後續在1976年的年度专辑销量排行第10名，另該年中荒井由實的個人第三張專輯《COBALT HOUR》及精選集《YUMING BRAND》分別達到年度銷售第2、5名成績，使得當年荒井由實創下了同年中有3张個人专辑排行在年度銷售前10名的紀錄。
2010年1月16日，在NHK-BS2播送了內容為一边听着已录制好的专辑母带、一边回忆当时录音的点点滴滴；名叫《MASTER TAPE〜探索荒井由实的專輯「飛機雲」秘密〜》特别节目。

## 收录曲目

### A面
1.飞机云
原先收錄在荒井由實個人第二張單曲《一定會說出口》的B面曲。作品內容來自荒井由實在16歲時得知先前小學認識的友人死去、當時心中衝擊所得到的靈感。 歌詞裡有著对于过早离世的人本应悲痛、但反而令人感覺著「幸福」的描寫。 
原本是荒井為了資深藝人雪村泉所寫的曲目，雪村也已完成錄音配唱，但後來雪村版本卻因故未能發行，而使荒井自己演唱的版本推出並廣為樂迷所知。但雪村自己後來曾陸續在現場演唱會中唱過此曲，原本的未發表錄音版本也在雪村1990年發售的專輯『COME ON BACK』中首度收錄。後續包括視障歌手長谷川清志、柴田淳、小田和正、松浦亚弥、泽知惠、aiko、森山直太朗以及My Little Lover等人都曾翻唱过本曲。
2013年7月20日公映的吉卜力工作室动画电影《風起》采用本曲为主題歌。  
2.多云的天空
曲目中男和声的部份由松任谷正隆负责。
在2002年及2011年分別曾由KIRINJI和yanokami翻唱过。
3.戀情的超級降落傘
從荒井由實所喜爱的歌手吉米·亨德里克斯在伞兵部隊服兵役期間，所得到灵感创作的曲子。
4.朝向大海和天空的光芒
原為荒井由實出道单曲《就這樣》的B面歌曲，在此專輯收入的版本內容也有所区别。
5.一定會說出口
荒井由實個人第二支单曲，曲中出現一直反复转调的風格表現。
在1974、2002、2003年時，分別被伊藤咲子、野本及古内東子翻唱。另在2002年，用於朝日饮料的茶類飲品「旨茶」广告歌曲。

### B面
1.Velvet Easter
後續有收錄在荒井由的第7张单曲中。
川越美和（1991年）、本木雅弘（1992年）、NOKKO（1998年）、中森明菜（2009年）、七尾旅人、MINMI（2011年）都曾翻唱過。
2.纸飞机
內容描寫著迷于眼前飛向街道的紙飛機模樣情景的曲子，與此專輯A面第五首曲目《一定會說出口》都有被朝日飲料公司的茶類飲品「旨茶」引用為广告歌曲。
3.穿越雨中街道
曾被荒井由實表示此為出道至今最喜歡的歌曲。在2003年松本孝弘與RAMJET PULLEY的松田明子一同在翻唱專輯《THE HIT PARADE》中翻唱。
4.不必回覆（专辑收录版）
此原為荒井由實在1972年發行的個人出道同名單曲，當時銷售成績仅售出300份。之後經重新編曲后再次收录此專輯。
一十三十一曾在2009年翻唱過。
5.就这样
歌詞描述著無聊中的女性想起對方男性的各種喜好。荒井由实曾提及「到现在我還是不知道，为什么當時會寫出这样的歌」。
6.飞机云
將專輯第一首歌改短收录後、置於專輯結尾的演奏版曲目。

## 共同参与的演奏人員
- 钢琴：荒井由实
- 贝斯、古典吉他：細野晴臣
- 电子琴：松任谷正隆
- 吉他：鈴木茂
- 太鼓：林立夫
- 尼龙弦吉他：細野晴臣（A-1,A-5）
- 打击乐器：松任谷正隆（A-3）、鈴木茂（A-3）、林立夫（A-3,A-5,B-4）、小原礼（B-4）
- 班卓琴：松任谷正隆（B-5）
- 长笛：宫泽昭（A-2）
- 合唱：松任谷正隆（A-2）、Singers Three（A-3）、荒井由实（B-4）
- 中音萨克斯：西条孝之介（A-5）
- 夏威夷吉他：驹泽裕城（B-2,B-5）
- 掌声：全体录制人员（B-1）

## 電視劇
《"青澀時代"名曲電視劇系列 荒井由實「飞机云」》（日语："青の時代"名曲ドラマシリーズ 荒井由実「ひこうき雲」）於2016年3月24日21:00 - 22:00NHK BS Premium播出的電視劇。以1980年代末期為背景。

### 角色
- 園子：廣瀨愛麗絲
- 真央：三吉彩花
- 間宮祥太朗、堀部圭亮、佐藤誓、北浦愛、新名基浩、賀來千香子等